# Ponerorchis takasago-montana
Ponerorchis takasago-montana là một loài thực vật có hoa trong họ Lan. Loài này được (Masam.) Ohwi miêu tả khoa học đầu tiên năm 1936.